# Яків Засядько
Я́ків (Яцько) Засядько (Засядко) (? — після 1677) — український військовик доби Гетьманщини, лубенський полковник (1659—1660). Родоначальник відомого українського козацько-старшинського дворянського роду.

## Походження
«Славетне уроджоний» шляхтич. Вперше згаданий у Реєстрі 1649 як сотенний старшина Хорольської сотні Миргородського полку — разом з братами Іваном і Нестором. Походження роду детально не з'ясоване. У Реєстрі 1649 одразу четверо Засядьків зафіксовані у Другій Лисянській (Демковій) сотні Корсунського полку. Можливо, саме з Корсунщини представники роду переселилися на Лівобережжя.

## Життєпис
Разом із братами брав участь у Визвольній війні. У період між 1650 і 1657 роками, за реконструкцією В. Кривошеї, був хорольським сотником.
1658 став полковим старшиною відновленого Лубенського полку. На думку В. Кривошеї, у травні 1658 міг бути вперше обраним наказним полковником після втечі полковника Павла Швеця-Омеляновича, коли Ніжинський і Прилуцький полки штурмували Лубні під час придушення повстання Пушкаря.
Повним полковником обраний у серпні 1659, під час антигетьманського заколоту Т. Цицюри. 3 вересня у Києві склав присягу на вірність московському царю перед воєводою В. Шереметєвим. Підтримав обрання гетьманом Юрія Хмельницького, підписав Переяславські статті. На чолі полку пробув трохи більше пів року: не пізніше квітня 1660 бачимо на цьому уряді Степана Шамлицького.
Наступні кілька років ім'я Якова Засядька не фіксується в історичних джерелах. Можливо, він потрапив у полон під час Чуднівської кампанії, де Лубенський полк зазнав нищівного розгрому від військ Речі Посполитої та Кримського ханства.
У переписній книзі 1666 колишній полковник згаданий як козак, житель села Бакумівки у Другій Миргородській сотні. Не пізніше 1668 обраний лубенським полковим обозним. У січні 1669 розслідував вбивство лохвицьким козаком Хвеськом Гаращенком чернігівського купця Василя Соколовського. У липні і вересні 1669 брав участь у боях з козаками гетьмана Дем'яна Ігнатовича, що відбувалися між Лохвицею та Роменом (Лубенський полк на той час визнавав владу Петра Дорошенка). Після підпорядкування полку Ігнатовичу зміщений зі старшинського уряду.
У 1671 — військовий товариш і «житель Лубенський». Продав два ставки у Лубнях колишньому полковому судді Івану Кулябці. 1672 обійняв уряд лубенського городового отамана. Востаннє згаданий на цій посаді у 1677 році. Дата смерті невідома.

## Нащадки
Син Лук'ян (? — після 1736) — лютенський сотник Гадяцького полку (1719—1725, 1735—1736).
Онук Петро Лук'янович (? — після 1739) — лубенський полковий осавул. Його нащадки мешкали у селі Сухоносівці Лохвицького повіту.
Онук Данило Лук'янович (? — після 1747) — лютенський сотник. Засновник «лютенської» гілки роду. Дід Олександра Засядька (1779—1837) — генерал-лейтенанта Російської імператорської армії, конструктора бойових ракет.
Онук Федір Лук'янович (бл. 1725 — ?) — священник, засновник священницької гілки роду.